# Lovejoy (gruppo musicale)
Lovejoy è un gruppo musicale britannico formatosi nel 2021. È costituito dai musicisti William Gold, Joe Goldsmith, Ash Kabosu e Mark Boardman.

## Storia del gruppo
Pebble Brain (2021), secondo EP del gruppo, si è collocato alla 12ª posizione della Official Albums Chart e al 128º posto della Billboard 200. Wake Up & It's Over ha segnato la prima entrata del gruppo nella top 100 della classifica LP statunitense, nonché la prima entrata nella top five di quella britannica.
Tre tracce tratte dal primo EP Are You Alright? hanno fatto l'ingresso nella Official Singles Chart. Normal People Things (2023) ha segnato il loro miglior posizionamento nella classifica (27ª posizione).

## Formazione
- William Gold – voce, chitarra
- Joe Goldsmith – cori, chitarra
- Ash Kabosu – basso
- Mark Boardman – cori, batteria

## Discografia

### EP
- 2021 – Are You Alright?
- 2021 – Pebble Brain
- 2023 – Wake Up & It's Over

### Raccolte
- 2021 – Are You Alright?/Pebble Brain

### Singoli
- 2021 – Knee Deep at ATP
- 2023 – Call Me What You Like
- 2023 – Normal People Things
- 2024 – I'll Look Good When I'm Sober
- 2025 – With Rob as My Witness

## Tournée
- 2022 – Northern Autumn Tour
- 2022 – December Tour
- 2023 – Inselaffe Tour
- 2023 – Across the Pond Tour
- 2023 – Wake Up & It's Over Tour
- 2023 – Road to 100 Tour
- 2024 – Right Way Up Australia Tour